# Fælles udenrigs- og sikkerhedspolitik
Den Fælles udenrigs- og sikkerhedspolitik, forkortet FUSP (engelsk forkortelse CFSP), er et politikområde indenfor den Europæiske Union (EU). FUSP udgør den anden af EU's tre søjler og blev etableret i forbindelse med Maastricht-traktatens ikrafttrædelse i 1993.
FUSP er et mellemstatsligt samarbejde, hvor alle spørgsmål om EU's sikkerhed behandles. Rådet for Den Europæiske Union, det vil sige ministerrådet, har ansvaret for udformningen og gennemførelsen af FUSP. Under rådet findes forskellige militære og politiske organer, der har til opgave at bestemme og føre udenrigs-, sikkerheds- og forsvarspolitik. Spørgsmål, som vedrører FUSP, behandles af unionens udenrigsminstre. Europaparlamentet deltager ikke i beslutningsprocessen, men rådspørges om indretningen af politikken. Kommissionen forvalter GUSPs beslutnnger.
Som led i FUSP har EU også udviklet en Europæisk sikkerheds- og forsvarspolitik (ESFP) (senere omdøbt til Fælles sikkerheds- og forsvarspolitik, FSFP eller på engelsk CSDP), hvor der er mulighed for en fælles forsvarsstruktur, hvis man senere når til enighed om dette spørgsmål. I december 2003 vedtog EU-lederne en europæisk sikkerhedsstrategi, og de har siden fastlagt de overordnede mål og prioriterede indsatsområder, nemlig bekæmpelse af terrorisme, en strategi for Mellemøsten og en integreret politik for Bosnien-Hercegovina.
Nogle af de vigtigere organer, der relaterer til politikområdet FUSP (inklusive ESFP) er EUMS, den militære stab, CIVCOM, Civilkommitteen, Militærkommitteen (EUMC) samt Komiteen for udenrigs- og sikerhedspolitik (KUSP).
- Den militære stab, EUMS oprettedes i juni 2001 og fungerer som en forbindelse mellem EU's politiske og militære organer og de militære ressourcer. Staben består af 200 officerer fra de forskellige medlemslande. De arbejder med strategiske løsninger, analyse og sagkundskab.
- Civilkomiteen, CIVCOM er et organ for civil krisehåndtering. 5.000 politifolk skal være til rådighed til de forskellige internationale indsatser, hvoraf 1.400 indenfor 30 dage.
- Militærkomiteen, EUMC er højeste militære organ i EU og har til opgave at give råd og anbefalinger i militære spørgsmål til KUSP.
- Komiteen for udenrigs- og sikerhedspolitik, KUSP forbereder alle spørgsmål som vedrører den fælles udenrigs- og sikkerhedspolitik. De arbejder med efterretningsvirksomhed og følger udviklingen af de internationale begivenheder. De udarbejder retningslinjer EUMC. De skal også give strategiske retningslinjer, når EU gennemfører civile og militære indsatser. Den har støtte fra de andre organer. KUSP er det centrale organ i EU's krisehåndtering og samordner militære og civile indsatser. KUSP består af diplomater fra unionens medlemslande, som er permanent stationerede i Bruxelles.